# Otoki Turks in Caicos
Otoki Turks in Caicos (angleško Turks and Caicos Islands) so britansko čezmorsko ozemlje, ki združuje karibski skupini otokov, večji Turks in manjši Caicos, v otočju Lucayan, severno od večjih Antilov. Znani so predvsem kot davčna oaza. Število prebivalcev države je ok. 49.000., od tega 23.769 v največjem mestu Providenciales na Caicosu. Država leži severovzhodno od Mayaguane v Bahamih in severno od otoka Hispaniola. Cockburn Town, ki je glavno mesto od leta 1766, leži na otoku Grand Turk ok. 1042 km vzhodno-jugovzhodno od Miamija. Skupna površina kopenskega dela otokov je 430 km².